# Asplunda
Asplunda är en bebyggelse i Uppsala-Näs socken i södra delen av Uppsala kommun, belägen strax väster om Gottsunda. 2000 avgränsade SCB här en småort.

## Historia
Småorten består av villor uppförda i början av 1990-talet, på platsen fanns i början av 1900-talet torpet Asplunda, lydande under byn Stabby.

### Befolkningsutveckling
| Befolkningsutvecklingen i Asplunda 2000–2023 | Befolkningsutvecklingen i Asplunda 2000–2023 | Befolkningsutvecklingen i Asplunda 2000–2023 | Befolkningsutvecklingen i Asplunda 2000–2023 | Befolkningsutvecklingen i Asplunda 2000–2023 |
| -------------------------------------------- | -------------------------------------------- | -------------------------------------------- | -------------------------------------------- | -------------------------------------------- |
|                                              |                                              |                                              |                                              |                                              |
| År                                           |                                              |                                              | Folkmängd                                    | Areal (ha)                                   |
| 2000                                         | 2000                                         |                                              | 70                                           | 5#                                           |
| 2005                                         | 2005                                         |                                              | 66                                           | 5#                                           |
| 2010                                         | 2010                                         |                                              | 60                                           | 5#                                           |
| 2015                                         | 2015                                         |                                              | 64                                           | 15#                                          |
| 2020                                         | 2020                                         |                                              | 64                                           | 14#                                          |
| 2023                                         | 2023                                         |                                              | 66                                           | 15                                           |
| Anm.: # Som småort.                          |                                              |                                              |                                              |                                              |